# Festuca filiformis
Festuca filiformis là một loài thực vật có hoa trong họ Hòa thảo. Loài này được Pourr. mô tả khoa học đầu tiên năm 1788.

## Hình ảnh

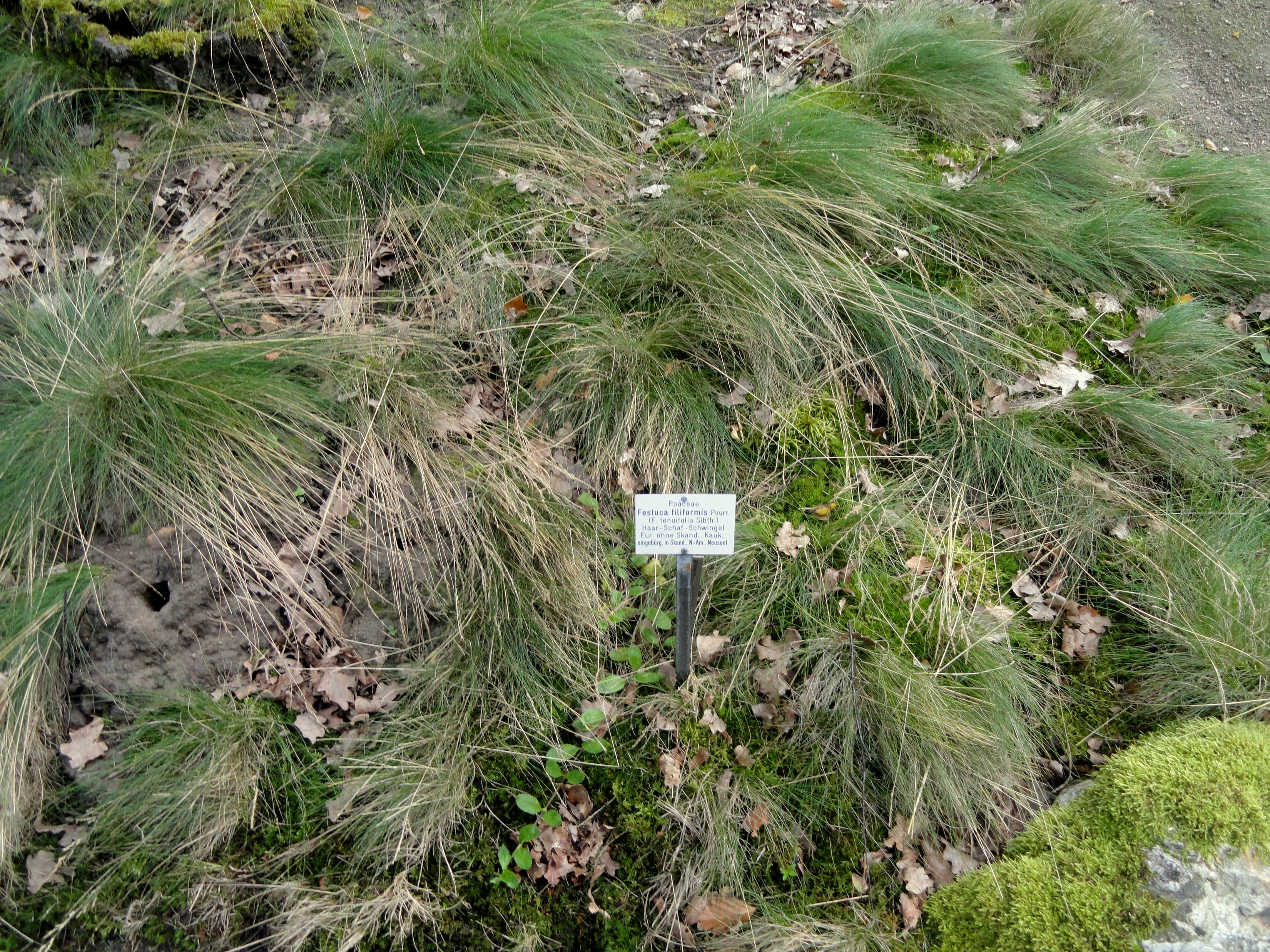
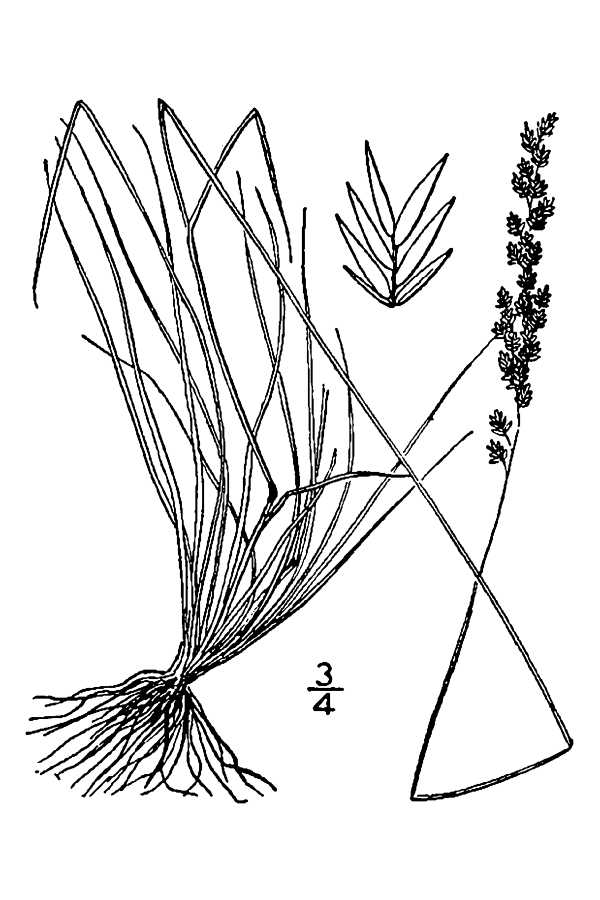
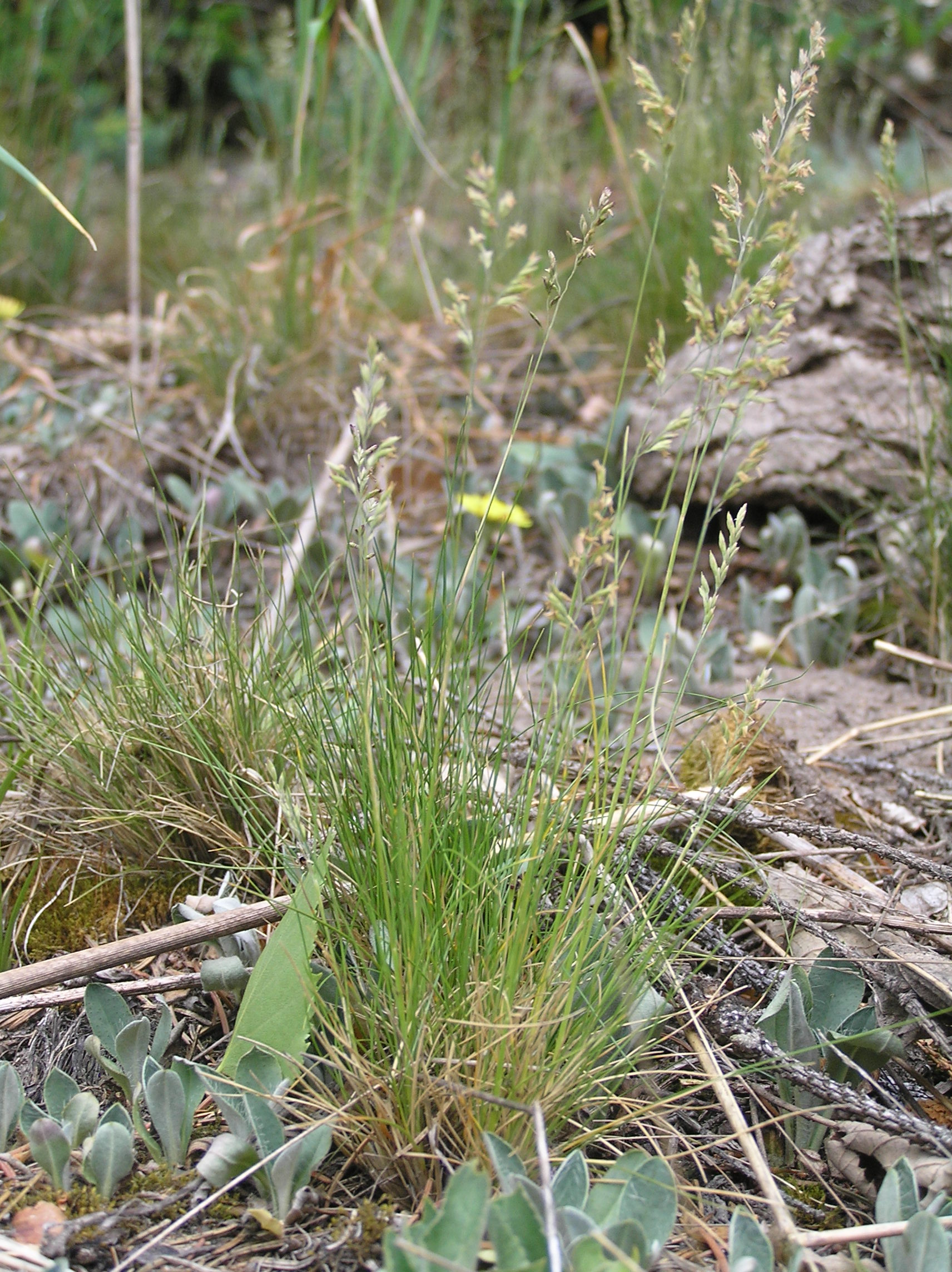
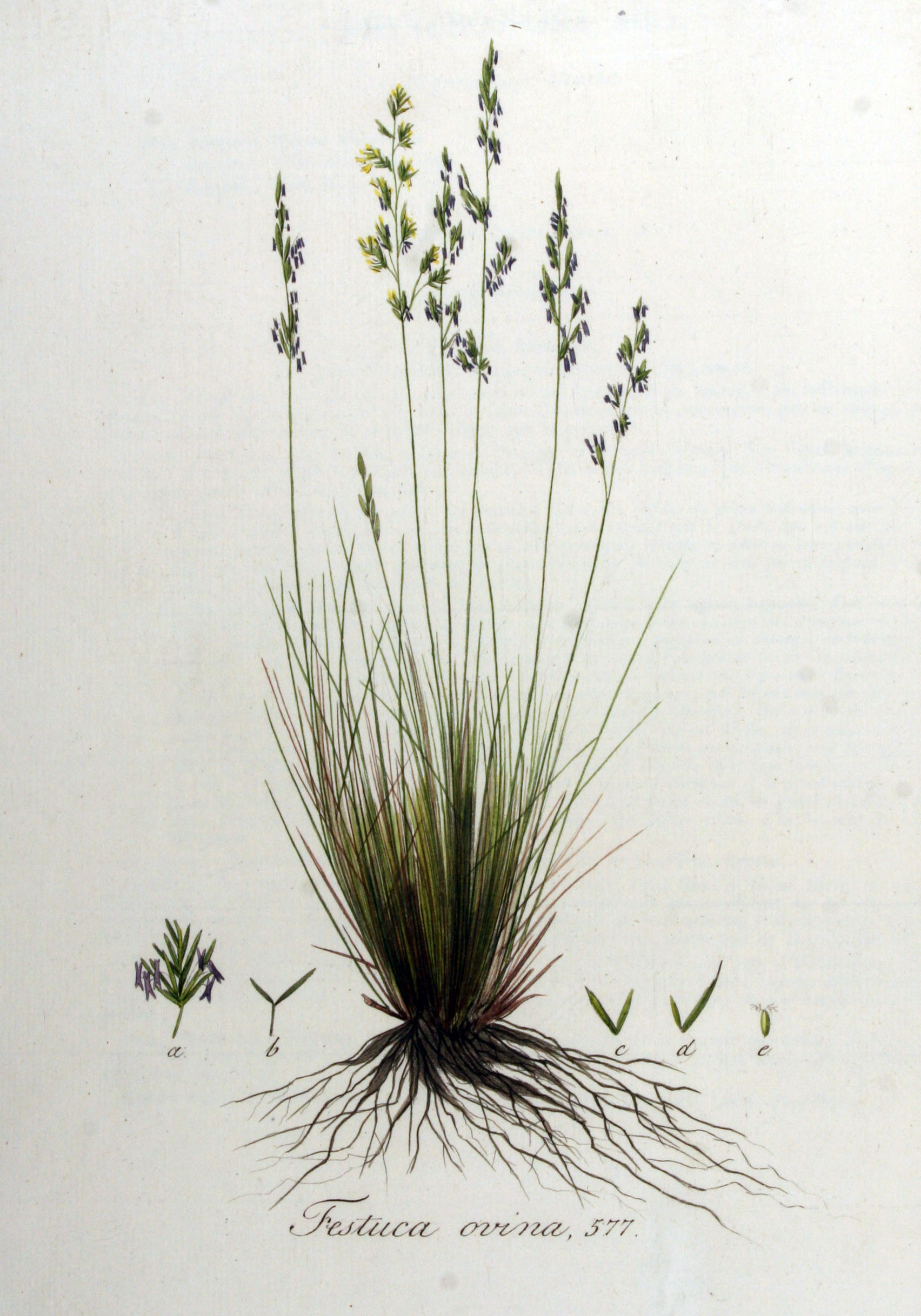